# Mary Leakey
Mary Leakeyová (6. února 1913 Londýn – 9. prosince 1996 Nairobi) byla britská archeoložka a antropoložka.
Mnoho času své kariéry pracovala společně se svým manželem, Louisem Leakeym, v roklině Olduvai, kde spolu odhalili nástroje a fosílie dávných homininů. Zde zachytila i robustní lebku jedince rodu Paranthropus boisei, kterého původně pojmenovala rodovým názvem Zinjanthropus. K dalším významným nálezům patří otisky stop pliocenních homininů v nedalekém Laetoli.
Objevila také první zkamenělou lebku vyhynulého primáta rodu Proconsul, který je  modelovým příkladem toho, jak asi mohl vypadat společný předek všech moderních hominidů.